# Временный спутник
Временный спутник (англ. temporary satellite) — объект, захваченный гравитационным полем планеты и вследствие этого ставший её естественным спутником, но, в отличие от нерегулярных спутников больших внешних планет Солнечной системы, он покинет орбиту планеты или же столкнётся с ней. Единственными наблюдавшимися примерами являются 2006 RH120, временный спутник Земли в течение 9 месяцев в 2006 и 2007 годах, и 2020 CD3, открытый в 2020 году. С 29 сентября по 25 ноября временным спутником Земли стал астероид 2024 PT5. Некоторые завершившие работу космические аппараты или ракеты также могут наблюдаться на временных орбитах.
В астрофизике временным спутником является любое тело, вошедшее в сферу Хилла планеты с достаточно малой скоростью, при которой объект становится гравитационно связанным с планетой на некоторый период времени.

## Захват астероидов
Динамика захвата астероидов Землёй исследовалась в рамках моделирований, проводимых на суперкомпьютерах, результаты были опубликованы в 2012 году. Из 10 миллионов виртуальных околоземных астероидов 18 000 оказались временно захваченными. При этом у Земли оказывается по крайней мере один временный спутник с размером около 1 метра в любой момент времени, но такие спутники слишком слабы, чтобы их можно было обнаружить в рамках современных обзоров.
Согласно результатам моделирования, временные спутники  обычно оказываются пойманными и освобождаются при прохождении одной из двух точек равновесия между Солнцем и планетой на линии, их соединяющей, это точки Лагранжа L1 and L2. Захваченные астероиды обычно обладают орбитами, очень похожими на орбиту планеты (коорбитальная орбита), и чаще всего захватываются, когда планета находится ближе всего к Солнцу (в случае Земли, в январе) или дальше всего от Солнца (в случае Земли, в июле).
В строгом смысле, только тела, совершающие полный оборот вокруг планеты, считаются временными спутниками. Тем не менее, астероиды вне тесной коорбитальной конфигурации с планетой также могут быть временно захвачены менее чем на один оборот, то есть совершают пролёт с временным захватом (temporarily-captured fly-bys, TCF). В 2017 году моделирование, продолжившее исследование 2012 года, учитывало скорректированную модель популяции околоземных астероидов, 40% захваченных астероидов относилось к типу TCF. Полное число TCO/TCF оказалось меньше, чем в предыдущем исследовании, максимальный размер объектов, которые, как можно ожидать, будут вращаться вокруг Земли в каждый момент времени, составляет около 0,8 м. В другом исследовании от 2017 года, на основе моделирования с учётом миллиона виртуальных коорбитальных астероидов, 0,36% объектов оказываются временно захваченными.

## Примеры
По состоянию на февраль 2020 года два объекта удалось пронаблюдать в то время, когда они являлись временными спутниками: 2006 RH120 и 2020 CD3. Согласно вычислениям орбиты, на своей орбите вокруг Солнца 2006 RH120 проходил мимо Земли с малой скоростью каждые 20—21 год, в такой конфигурации он снова сможет стать временным спутником.
По состоянию на март 2018 года был только один подтверждённый пример временно захваченного спутника, не прошедшего полную орбиту, астероид 1991 VG. Этот астероид наблюдался в течение месяца после его открытия в ноябре 1991 года, затем в апреле 1992 года, после чего объект не наблюдали до мая 2017 года. После повторного обнаружения вычисления орбиты подтвердили, что 1991 VG являлся временным спутником Земли в феврале 1992 года.
15 октября 2020 года подвергнется временному захвату Землёй астероид 2020 SO.
В период с 11 июня 2022 года по 3 июля 2022 года временным спутником Земли был астероид 2022 NX1.
| Название                             | Эксцентриситет | Диаметр (м) | Первооткрыватель         | Год открытия     | Тип                              | Текущий тип                      |
| ------------------------------------ | -------------- | ----------- | ------------------------ | ---------------- | -------------------------------- | -------------------------------- |
| Луна                                 | 0.055          | 1737400     | ?                        | ?                | естественный спутник             | естественный спутник             |
| Великая процессия метеоров 1913 года | ?              | ?           | ?                        | 9 февраля 1913   | возможный временный спутник      | разрушен                         |
| (3753) Круитни                       | 0.515          | 5000        | Дункан Уолдрон           | 10 октября 1986  | квазиспутник                     | подковообразная орбита           |
| 1991 VG                              | 0.053          | 5–12        | Spacewatch               | 6 ноября 1991    | временный спутник                | аполлон                          |
| (85770) 1998 UP1                     | 0.345          | 210–470     | Lincoln Lab's ETS        | 18 октября 1998  | подковообразная орбита           | подковообразная орбита           |
| (54509) YORP                         | 0.230          | 124         | Lincoln Lab's ETS        | 3 августа 2000   | подковообразная орбита           | подковообразная орбита           |
| 2001 GO2                             | 0.168          | 35–85       | Lincoln Lab's ETS        | 13 апреля 2001   | Possible подковообразная орбита  | возможная подковообразная орбита |
| 2002 AA29                            | 0.013          | 20–100      | LINEAR                   | 9 января 2002    | квазиспутник                     | подковообразная орбита           |
| 2003 YN107                           | 0.014          | 10–30       | LINEAR                   | 20 декабря 2003  | квазиспутник                     | подковообразная орбита           |
| (164207) 2004 GU9                    | 0.136          | 160–360     | LINEAR                   | 13 апреля 2004   | квазиспутник                     | квазиспутник                     |
| (277810) 2006 FV35                   | 0.377          | 140–320     | Spacewatch               | 29 марта 2006    | квазиспутник                     | квазиспутник                     |
| 2006 JY26                            | 0.083          | 6–13        | Catalina Sky Survey      | 6 мая 2006       | подковообразная орбита           | подковообразная орбита           |
| 2006 RH120                           | 0.024          | 2–3         | Catalina Sky Survey      | 14 сентября 2006 | временный спутник                | аполлон                          |
| (419624) 2010 SO16                   | 0.075          | 357         | WISE                     | 17 сентября 2010 | подковообразная орбита           | подковообразная орбита           |
| 2010 TK7                             | 0.191          | 150–500     | WISE                     | 1 октября 2010   | троянец Земли                    | троянец Земли                    |
| 2013 BS45                            | 0.083          | 20–40       | Spacewatch               | 20 января 2013   | подковообразная орбита           | подковообразная орбита           |
| 2013 LX28                            | 0.452          | 130–300     | Pan-STARRS               | 12 июня 2013     | временный квазиспутник           | временный квазиспутник           |
| 2014 OL339                           | 0.461          | 170         | EURONEAR                 | 29 июля 2014     | временный квазиспутник           | временный квазиспутник           |
| 2015 SO2                             | 0.108          | 50–111      | Обсерватория Чёрный Верх | 21 сентября 2015 | квазиспутник                     | временная подковообразная орбита |
| 2015 XX169                           | 0.184          | 9–22        | Mount Lemmon Survey      | 9 декабря 2015   | временная подковообразная орбита | временная подковообразная орбита |
| 2015 YA                              | 0.279          | 9–22        | Catalina Sky Survey      | 16 декабря 2015  | временная подковообразная орбита | временная подковообразная орбита |
| 2015 YQ1                             | 0.404          | 7–16        | Mount Lemmon Survey      | 19 декабря 2015  | временная подковообразная орбита | временная подковообразная орбита |
| (469219) Камоалева                   | 0.104          | 41-100      | Pan-STARRS               | 27 апреля 2016   | квазиспутник                     | устойчивый квазиспутник          |
| DN16082203                           | ?              | ?           | ?                        | 22 августа 2016  | возможный временный спутник      | разрушен                         |
| 2020 CD3                             | 0.017          | 1–3         | Mount Lemmon Survey      | 15 февраля 2020  | временный спутник                | аполлон                          |

## Искусственные объекты на орбитах временных спутников
Земля также может захватывать на временные орбиты неработающие космические аппараты или ракеты на гелиоцентрических орбитах, в этом случае астрономы не могут сразу определить, является ли спутник естественным или искусственным. Возможность искусственного происхождения обсуждалась как для 2006 RH120, так и для 1991 VG.
В  других случаях искусственное происхождение объектов подтвердилось. В сентябре 2002 года астрономы обнаружили объект, получивший обозначение J002E3. Объект находился на временной орбите вокруг Земли, на гелиоцентрическую орбиту объект вышел в июне 2003 года. Вычисления показали, что до 2002 года объект также находился на гелиоцентрической орбите, но близко подходил к Земле в 1971 году. J002E3 был опознан как третья ступень ракеты Сатурн-5, нёсшей Аполлон-12 к Луне. В 2006 году объект, получивший обозначение 6Q0B44E, был обнаружен на орбите временного спутника, лишь впоследствии была подтверждена искусственная природа объекта, но само происхождение неизвестно. Другим подтверждённым искусственным временным спутником Земли с неизвестной природой является  2013 QW1.